# Лейпсік (Огайо)
Лейпсік (англ. Leipsic) — селище (англ. village) в США, в окрузі Патнем штату Огайо. Населення — 2177 осіб (2020).

## Географія
Лейпсік розташований за координатами 41°6′32″ пн. ш. 83°58′4″ зх. д. / 41.10889° пн. ш. 83.96778° зх. д. (41.108801, -83.967684).  За даними Бюро перепису населення США в 2010 році селище мало площу 9,49 км², з яких 9,46 км² — суходіл та 0,03 км² — водойми.

## Демографія
Згідно з переписом 2010 року, у селищі мешкали 2093 особи в 801 домогосподарстві у складі 513 родин. Густота населення становила 221 особа/км².  Було 905 помешкань (95/км²).
Расовий склад населення:
| - 77,8 % — білих - 0,6 % — корінних американців - 0,4 % — азіатів - 0,2 % — чорних або афроамериканців - 18,1 % — осіб інших рас |

До двох чи більше рас належало 2,9 %. Частка іспаномовних становила 31,3 % від усіх жителів.
За віковим діапазоном населення розподілялося таким чином: 27,9 % — особи молодші 18 років, 56,0 % — особи у віці 18—64 років, 16,1 % — особи у віці 65 років та старші. Медіана віку мешканця становила 37,0 року. На 100 осіб жіночої статі у селищі припадало 90,8 чоловіків;  на 100 жінок у віці від 18 років та старших — 84,4 чоловіків також старших 18 років.
Середній дохід на одне домашнє господарство  становив 50 242 долари США (медіана — 40 801), а середній дохід на одну сім'ю — 61 604 долари (медіана — 55 489). За межею бідності перебувало 14,1 % осіб, у тому числі 20,8 % дітей у віці до 18 років та 13,5 % осіб у віці 65 років та старших.
Цивільне працевлаштоване населення становило 970 осіб. Основні галузі зайнятості: виробництво — 33,7 %, освіта, охорона здоров'я та соціальна допомога — 14,7 %, роздрібна торгівля — 12,4 %.